# Roskilde Festival 1979
Roskilde Festivalen blev i 1979 afholdt fra den 29. juni til den 1. juli. 

## Musikgrupper
- Ole Berthelsen (DK)
- Bifrost (DK)
- Buki Yamaz & Debbie Cameron (DK)
- Curt & Roland (S)
- De 3 Måske 4 (DK)
- Delta (DK/US)
- Charlatangruppen (DK)
- Dollar Brand & His African Orchestra (SA)
- Eders Band (DK)
- Flandert (DK)
- Haster Show Band (DK)
- Hexehyl Big Band (DK)
- Hvalsøspillemændene (DK)
- Hyldemor (DK)
- Instant Breakfast (DK)
- Janne Schaffer (S)
- Jeff Beck/Stanley Clarke (UK/US)
- The Jesus Revolution (DK)
- Jim Page (UK)
- Jomfru Ane Band (DK)
- Kasper Winding (DK)
- Kieran Halpin (UK)
- Kornet (S)
- Leon Mehlsen Petersen (DK)
- Lindisfarne (UK)
- Lost Kids (DK)
- Lyngby-Taarbæk Skolernes Mandolinorkester (DK)
- Matao (DK)
- McCalmans (UK)
- Ralph McTell (UK)
- Mixed Media (S)
- Nynningen (S)

Parkering Forbudt (DK) 
- Paul Banks & Jørgen Lang (US/DK)
- Peps Bloods Band (S)
- Radioens Big Band (DK)
- Ramösa Kvällar (S)
- Rock Mod Arbejdsløsheden (DK)
- Shit & Chanel (DK)
- Skilfinger (DK)
- Skrotbandet (S)
- Skunk Funk (DK)
- Slinger i Valsen (DK)
- Sofamania (DK)
- Spillemændene fra Høydal (FO)
- Stig Møller Band (DK)
- Strube Band (DK)
- Sylvester & Svalerne (DK)
- Taj Mahal (US)
- Talking Heads (US)
- Tania Maria (BRA)
- Tom Nagel Rasmussen Band (DK)
- Tom Robinson Band (UK)
- Peter Tosh (JAM)
- Van Dango (US)
- Veslefrikk (N)
- Vin Garbutt (UK)
- Mike Whellans (UK)